# デメキン

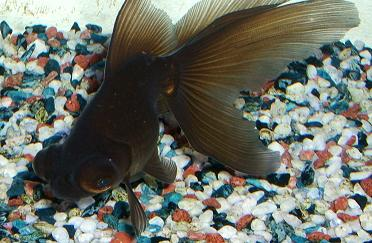
デメキン

デメキン（出目金）は、キンギョの一品種。眼が左右共に大きく突き出ているのが特徴で、体型はリュウキンに似ている。突き出た眼は、孵化（ふか）後3ヵ月くらいから徐々にあらわれる。

## 概要
大きく飛び出た目が特徴で、大きく飛び出ていてバランスが良いものが評価される。なお、飼育に関しては突出した眼球を傷つけないよう注意する必要があるが、飼育自体は容易な方で、丈夫な品種であるといえる。体色は大きくわけて黒、赤、白の三色に分かれ、これらの三色が混じった三色出目金も存在する。偶然に黒の模様が目の部分についたものを交配させパンダに見立てた出目金も存在する。その容貌と中国で交配された為に、俗にパンダ金魚と呼ばれるが品種的には他の出目金と同じである。また褪色によって一時的に模様を変化させただけのパンダ金魚も存在する。全長は最大20cm。
キャリコ模様はデメキンが基本となり、キャリコリュウキン、アズマニシキ、シュブンキン等を誕生させている。その後のキャリコ模様の個体は誕生した個体に受け継がれ、エドニシキ等を作成されている。

## 歴史
中国でリュウキンの突然変異(病的原因)で眼球が突出したのを利用して作出された。日本には明治28年に渡来した記録がある。一方では江戸時代には伝来していたという説もある。

## 飼育
目が傷つかないように角のあるものはなるべく使わないようにすること。取れてしまった目は元には戻らないので注意。
また、視力が弱く、動きも鈍いため、素早い金魚とは混泳しない方が良い。

## 派生品種
代表的な品種はチョウビ、竜眼が有名であり、これらは近年になり流通量も増えている。チョウビは尾鰭の突然変異、リュウガンはオランダシシガシラとの交配で誕生している。
チョウテンガン、スイホウガンはデメキンの疾病から誕生した個体であり、皇帝等に貢物として差し出されている。